# 海外基督使團

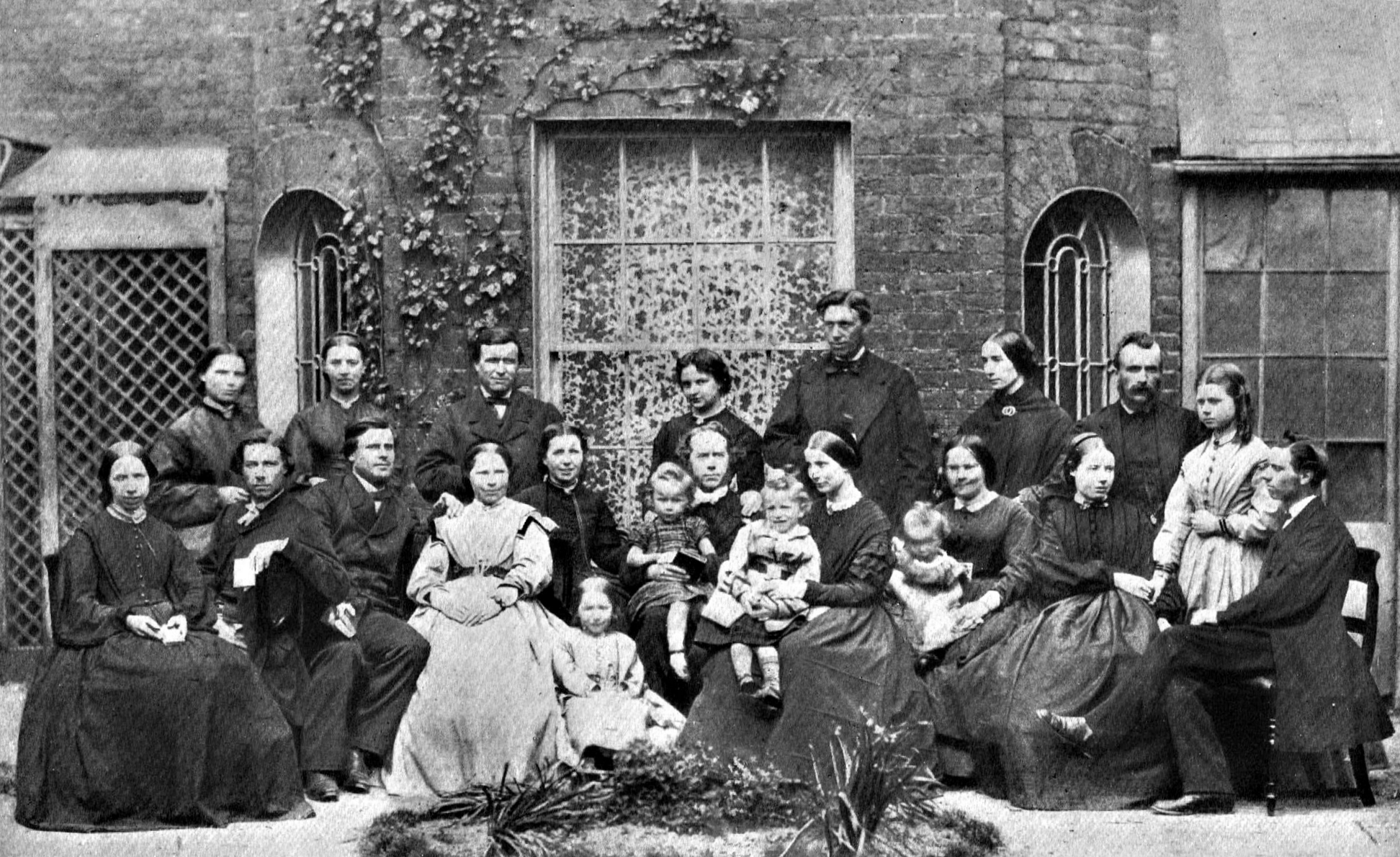
The Lammermuir 号船传教团于1866年5月26日启程

海外基督使团（The Overseas Missionary Fellowship、OMF International）是一个新教公理宗的差会；它的前身是1865年由英國傳教士戴德生创办的中國內地會（China Inland Mission，CIM），1964年改稱現名。
1854年，戴德生作为郭实腊的中国传教会传道人，首次从英国来到中国，先在上海、汕头等地传教，1857年定居宁波，并成立“宁波差会”。1860年他回到英国，兩年後（1862年）在布萊頓招募到宁波差会第一位志愿者宓道生，并派往宁波。1865年6月25日，戴德生将宁波差会改名为「中國內地會」（本文簡稱「內地會」），并确立其宣教方針，就是要召募一批可以遷往中國內陸地區長期工作的傳教士，將基督教信仰傳入中國内地；內地會的总部最初在杭州，1890年迁至上海，慢慢把宣教工作深入中國內陸，最遠抵达新疆迪化（今乌鲁木齐），直到1950年代才在東西方冷戰的政治背景下撤出中国大陸。
1964年內地會更名為海外基督使团，持續向亞洲17亿的非基督徒人口传扬福音；現時海外基督使团有大約一千名宣教士，來自日本、韩国、台湾、菲律宾、印尼、新加坡、马来西亚、泰国、巴基斯坦及香港等地。

## 原则

### 拓荒植会
仿效使徒保罗，不在有基督的名被传过的地方传揚福音。戴德生和早期内地会宣教士看见中國内地的需要，決定将福音传给那些被遗忘或被忽略的群体，并在他们中间建立教会。目標是在中国各省都建立教会。
顧名思義，中國內地會是特別為中國設立的，目標是希望中國每一個省份都至少有一對宣教士在那個地方。當時西方宣教士主要是在沿海的通商口岸傳教。虽然到了《北京條約》以後可以自由到內地傳教，但大部分的宣教士都還是只在中國沿海地區，遍布于從東北地區到南邊的廣東，很少有宣教士能深入到內地裡面去。

### 信心
戴德生設立中國內地會以後，就帶領一批宣教士來到了中國。內地會後來成為西方的所謂「信心差會」和世界內地宣教的榜樣，那麼西方宣教史就以他作為分界線，所以就看到戴德生在宣教運動上的重要性跟地位，從那時候就稱為「內地宣教時期」。內地會的「信心原則」（Faith Principle）就是憑著信心按照上帝的呼召去進行工作。不借贷，不募捐。遇上經費的困難時，他們不會公開向人徵款或籌款，只讓上帝感動人來幫助他們。 
　　
以下是戴德生的一些语录
“亲爱的妈妈，请继续为我祷告。虽然我的衣食充足，充满快乐和感恩，但是我需要你为我代祷……妈妈，我怎样才能让你明白我是多么渴望成为宣教士，渴想把喜讯带给那些贫困又正步向灭亡的罪人呢。求主使用我，让我为那代我受死的主鞠躬尽瘁！……妈妈，试想想，有一千二百万人——一个多么庞大的数字，多么难以想象——是的，在中国每年就有一千二百多万灵魂，在没有神，没有盼望底下步向灭亡……啊，让我们有怜悯的心看待这庞大人民的需要！神既怜恤我们，我们也应该体恤祂的心意……
我要搁笔了。你愿不愿意因那为你而死的主耶稣献上一切？妈妈，我知道你愿意。愿神与你同在和安慰你。当我储备了足够的路费时，我可以立刻启程吗？我深感假若我不为中国做点什么，我就不能再活下去了。”
```
                                            载自《属灵的秘诀：戴德生信心之旅》
                                            这封戴德生写给他妈妈的信大概写于1851年，他于1865年创办中国内地会，毕生竭力把福音传到中国各省。
```

### 跨越文化
内地會的宣教士們打破語言、文化和生活方式的隔閡，來到中國内地傳福音，並建立教會，克服重重困難。初期，內地會的宣教士來到中國後，必須改穿中國服，並梳中國髮式 （去髮留辮）。當時，戴德生更因而被英國國內的一些人士指控叛國。但戴德生认为只要能领人信主，穿中国服不是什么大麻烦，反而可以让传福音的工作更加顺利。

## 历史年表

### 1860年代
- 1860年7月18日，戴德生从上海启程回英国，11月20日抵达泰晤士河口的贵利夫逊（Gravesend）。
- 1862年1月8日，戴德生以“宁波差会”名义招募的传教士宓道生，启程前往中国创立宁波传教站
- 1862年7月，戴德生获得外科医生证书
- 1865年6月25日，戴德生将宁波差会改名“中国内地会”
- 1865年10月，戴德生在伦敦出版《China's Spiritual Need and Claims》
- 1866年3月12日，内地会在伦敦出版第一期会刊
- 1866年5月26日，以内地会名义的第一批传教士在戴德生的率领下，乘坐兰茂密尔（英语：Lammermuir (1864 clipper）号船，启程前往中国，9月30日抵达上海。
- 1866年12月，“兰茂密尔团队”（Lammermuir Party 抵达杭州清泰门新开弄（新巷）1号
- 1866年 浙江 : 杭州 (戴德生建立传教总部)
- 1866年 浙江 : 奉化 甘比治（George Crombie） 建立传教站。
- 1866年 浙江 : 绍兴 范明德（John Stevenson (missionary)）和妻子Ann 建立传教站。
- 1867年  浙江 : 萧山 倪义来夫妇（Lewis & Eliza Nicol）, 卫养生（James Williamson (missionary)）建立传教站。
- 1867年  浙江 : John Sell 死于天花
- 1867年  浙江 : 杭州: 戴德生的长女Grace Dyer Taylor 死于脑膜炎
- 1867年 浙江 : 台州 宓道生（James Joseph Meadows）和蔡文才（Josiah Jackson）建立传教站。
- 1867年 江苏 : 南京 童跟福（George Duncan） 建立传教站。
- 1868年 江苏 : 扬州 戴德生建立传教站。同年8月22日，扬州教案
- 1868年 浙江 : 湖州 麦克悌（John McCarthy ）建立传教站。
- 1869年 安徽 : 安庆 宓道生和卫养生建立传教站。同年11月3日发生安庆教案。
- 1869年 江西 : 九江 高学海（John Edwin Cardwell）夫妇建立传教站。

### 1870年代
- 1870年7月23日，"内地会之母"戴马利亚在江苏镇江去世。
- 1871年11月，福珍妮（Jennie Faulding Taylor）嫁给戴德生。
- 1871年-1875年 江西 : 大姑塘镇（今九江庐山区姑塘镇） 高学海夫妇建立传教站。
- 1874年 湖北 : 武昌 戴德生和祝名扬（Charles Henry Judd）建立传教站。
- 1875年1月 《招募18个同工》在伦敦出版
- 1875年7月，《China's Millions》第一期在伦敦出版
- 1875年 河南 : 戴亨利（Henry Taylor）是该省最早的新教传教士，该省是中国未听见过福音的9个省份之一。
- 1875年 湖南 : 祝名扬和都夭德（Adam C. Dorward）是该省最早的新教传教士，后来在1880-1882年，二人旅行1500英里穿越中国
- 1876年 山西 : 秀耀春（Francis James）和德治安（Joshua J. Turner）是该省最早的新教传教士，开始救济“丁戊年华北大饥荒”的难民
- 1876年 陕西 : 鮑康寧（Frederick W. Baller）、金辅仁（George King）是该省最早的新教传教士
- 1876年 甘肃 : 义世敦（George F. Easton）和巴格道（George Parker）是该省最早的新教传教士
- 1876年 四川 : 贾美仁（James Cameron）是该省最早的新教传教士. George Nicoll在巡回布道之后定居此处。
- 1877年 贵州 : 祝名扬和包兰顿（James F. Broumton）是该省最早的新教巡回传教士。包兰顿之后留在少数民族苗族和彝族中工作。
- 1877年 广西 : Edward Fishe是该省最早的新教传教士，同年去世。
- 1877年 云南 : 麦克悌从镇江徒步旅行，经过汉口、四川、贵州和云南到缅甸八莫；履行持续7个月，沿途传道。他是最早进入云南的新教传教士。
- 1877年 西藏 : 贾美仁从重庆步行到巴塘，第一个传福音给藏人。然后他去了大理和八莫，又经过广东回到重庆，行程遍及当时中国18个省份中的17个。
- 1878年山西 : 戴德生之妻福珍妮（Jennie Taylor）是最早在中国内地旅行的女性传教士。
- 1879年陕西: 金辅仁和邬贵贞（Harriette Black）是第一对迁入汉中的传教士夫妇
- 1879年 四川 : M. A. Howland Nicoll是第一名住进重庆的女性传教士

### 1880年代
- 1880年山西: Harold A. Schofield在太原开办内地会第一所医院。
- 1880年 甘肃: Elizabeth Wilson 是该省最早的女传教士
- 1880年 贵州 : George Clarke 和妻子Fanny 定居该省
- 1881年 云南 : 范明德（John Stevenson）和 Henry Soltau在86天中徒步旅行了1900英里，从八莫、昆明、重庆、武昌到上海，从西向东穿越中国。
- 1881年 云南 : George Clarke 和妻子Fanny 迁往大理定居
- 1881年 山东 : 芝罘学校在烟台开办(最初称为 "The Protestant Collegiate School")
- 1885年3月3日，“剑桥七杰”（Cambridge Seven）抵达中国
- 1887年，派出“一百名同工”（the Hundred）来华
- 1888年，海班明（Benjamin Broomhall）创办《National Righteousness》: 一份宣传戒毒的期刊
- 1888年10月30日，第一批内地会美国传教士抵达中国上海

### 1890年代
- 1890年，戴德生在虹口区吴淞路9号正式建立内地会第一个总部大楼，可供300多位传教士办公和居住。购屋经费由榮晃熙(Archibald Orr Ewing,1857~1930)捐献。
- 1890年，第一批澳大利亚传教士抵达
- 1894年甲午战争，稻惟德在烟台参加红十字救助伤员的工作。
- 1895年，伦敦纽因顿格林（Newington Green）建成内地会总部大楼

### 1900年代
- 在1900年的义和团事变中，有58名内地会传教士和21名他们的孩子被杀害（见义和团事变期间被杀新教传教士列表）。
- 1901年，戴德生拒绝接受清政府对财产和生命损失的赔偿，展示‘基督的温柔和良善’
- 1901年，何斯德（Dixon Edward Hoste）被指定为代理总监督
- 1902年，杭州崇一堂落成。
- 1902年11月，戴德生辞去内地会总监督
- 1905年6月3日，戴德生在湖南长沙去世，灵柩运往江苏镇江与原配妻子戴马利亚合葬。
- 1906年，胡进洁（Sir George W. Hunter）进入新疆迪化传教
- 1908年，慈禧太后去世，内地会向 江苏, 安徽和河南派遣洪水和饥荒慰问团队

### 1910年代
- 1910年，富能仁（J. O. Fraser）抵达中国
- 云南西部部落地区有了60,000名基督徒
- 1911年，海班明（Benjamin Broomhall）在戒毒运动成功后去世。（第一届世界戒毒大会于1909年在上海汇中饭店召开，海班明是大会主席。）
- 1912年1月1日，中华民国成立。
- 1912年，内地会传道员超过1000人, 成为在华最大的传教机构

### 1920年代
- 中国内战（Chinese Civil War）和非基督教运动迫使几乎所有传教士都暂时撤退
- 1927年-1932年，何斯德发起200人专案活动，援助内地宣教运动，从1200名申请人中挑选了共计203名传教士分三批抵达中国（1929年39人，1930年47人，1931年117人）

### 1930年代
- 1930年，中国内地会总部迁往上海新闸路1531号，有行政管理大楼、传教士公寓、同工宿舍、礼拜堂、招待所。
- 1934年10月1日，薄复礼牧师在贵州被迷路的红军抓到，随肖克和贺龙的部队长征达560天，经过贵州、四川、湖南、湖北、云南5省，行程达一万公里，1936年4月在云南被释放。11月，他将在红军中的经历出书《The Restraining Hand》，中譯有兩個文本：《神灵之手: 一个西方传教土随红军长征亲历记》和《一个西方传教士的长征亲历记》，是西方最早介绍中国红军长征的专著。[1][2][3]
- 1934年12月8日，200人专案中的师达能牧师夫妇（John and Betty Stam）在皖南旌德县被红军绑票杀害
- 第二次世界大战迫使许多传教士到更偏僻的内陆 - 或被日本人投入狱中，直到战争结束

### 1940年代
- 1942年11月，位于烟台的传教士子弟学校芝罘学校被关闭，所有学生和职员被日军关进毓璜顶长老会集中营，1943年转到潍县乐道院集中营。
- 1945年8月，潍县乐道院集中营被美国伞兵解救。
- 1949年10月1日，毛泽东在北京宣布中华人民共和国成立。

### 1950年代
- 1951年， 三自爱国运动，政府控制教会。"三自宣言"发表以后，内地会开始撤退传教士，到1953年撤退完毕。所有传教士重新部署在东亚其他地区。
- 1951年11月，在新加坡建立新总部，机构名称也改为The China Inland Mission Overseas Missionary Fellowship

### 1960年代
- 1964年，中国内地会更名为海外基督使团。
- 文化大革命 1966年-1972年: 取缔包括三自爱国运动在内的所有基督教活动
- 在泰国农村的医疗工作开始

### 1980年代
- 中国教会受洗信徒人数达到2150万，包括慕道者的基督徒超过5200万

## 在华传教站列表
其中安徽、四川、贵州、甘肃、陕西、云南、河南等省都由内地会首先开辟。1927年1月內地會在中國共有937個宣教站，到了同年7月只剩296個。1928年1月開始有宣教士回來重開宣教站，便增為 305個，同年7月465個。再過半年，北伐內戰漸平靜，1929年1月，宣教站達840個。

### 浙江
杭州（1866），绍兴（1866），奉化（1866），台州（1867），温州（1867），宁海（1868），平阳（1874），衢州，常山，金华，兰溪，永康，天台，仙居，新昌，嵊县，黄岩，莫干山，
- 教堂：杭州崇一堂、敬一堂，温州花园巷堂

### 江苏
扬州（1868），镇江，清江浦（淮安），安东县（涟水）（1893）
- 教堂：扬州皮市街教堂（扬州教案发生地，今皮市街149号）、南门街教堂（今甘泉路343号），镇江伯先路教堂（今伯先路小街41号），清江浦铜元局教堂
- 镇江和扬州分别设有面向男性传教士和女性传教士的语言训练所。

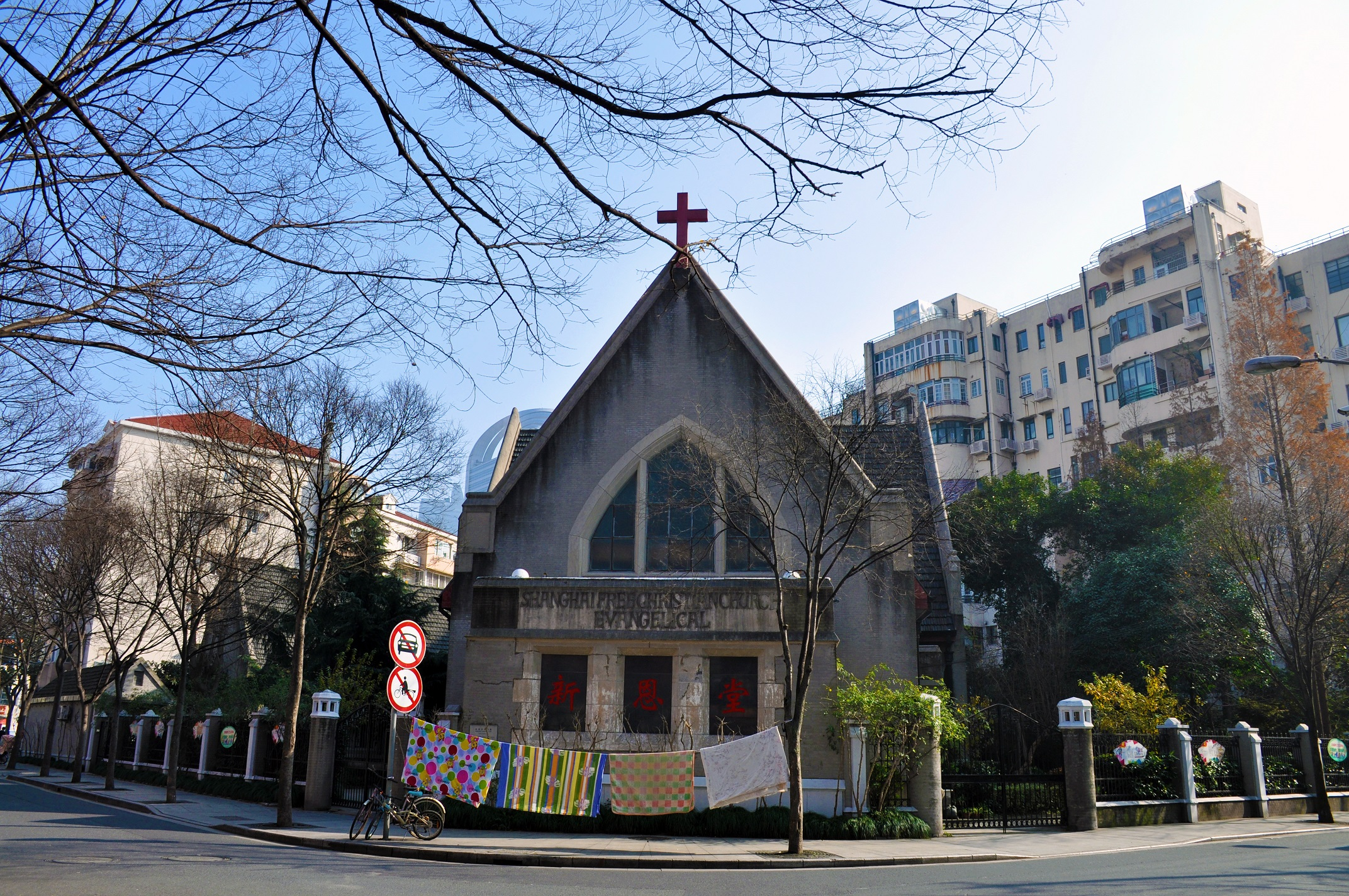
上海新恩堂

### 上海
上海没有面向中国人的教堂，只有供传教士使用的地丰路礼拜堂（今新恩堂）。

### 安徽
安庆（1869），阜阳，太和，六安，正阳关，舒城，广德，宣城，泾县，郎溪，芜湖，

### 江西
九江（1869），大姑塘镇(位于九江庐山区），吉安（1891），南昌，赣州，上饶，宜春，鄱阳，信丰，弋阳，河口镇（铅山），樟树，贵溪，东乡，遂川，【永丰】，【永新】

### 湖北
宜昌，老河口

### 河南
周口，社旗，襄城，开封，
- 教堂：开封大纸坊街礼拜堂、南关福音医院礼拜堂

### 四川

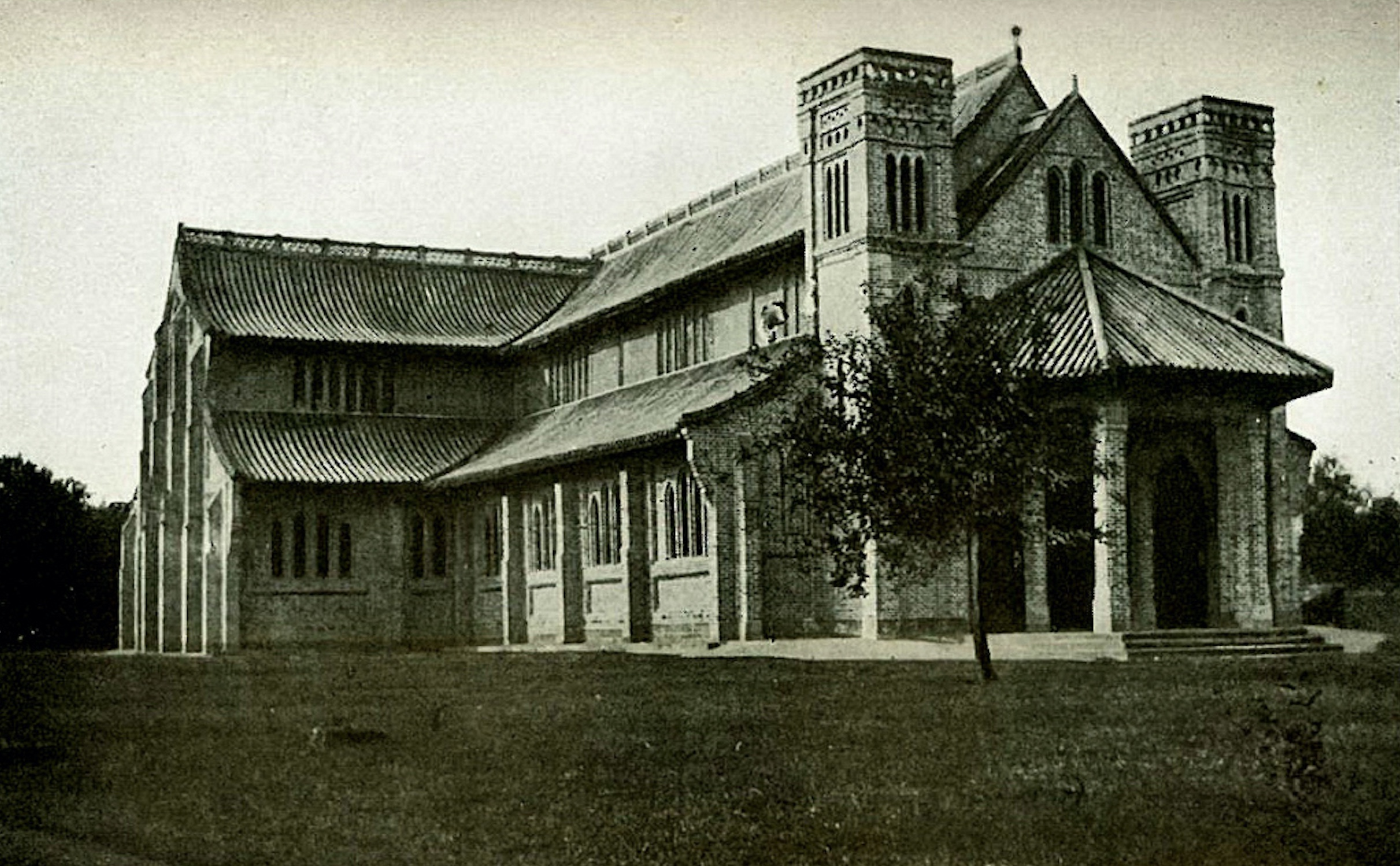
聖公會四川教區教座閬中聖約翰座堂，內地會傳教士蓋士利創建。

重庆（1877），成都（1881），阆中，巴中，万县，广元，渠县，南充，梁平，垫江，达县，奉节，灌县，江津，

### 贵州
贵阳（1877），安顺，赫章葛布，结构，旁海，遵义，镇远，平坝，

### 湖南
常德（1879）、华容、湘潭、湘乡、长沙

### 山西
平阳府（临汾）（1878），洪洞（1886，山西省总部），霍州，平遥，祁县，潞安府（长治），隰县，大宁，孝义，河津，赵城，介休，潞城。
- 学校：洪洞县普潤學校（Hoste Schools），內設中、小學。

### 陕西
汉中，凤翔，城固，洋县，

### 甘肃、宁夏、青海
甘肃天水，甘肃兰州，甘肃武威，宁夏银川（1877年传入，1885年设立银川传教站），宁夏平罗（1932年），青海西宁。
- 教堂：兰州山字石教堂

### 云南
大理（1881），昆明（1882），武定洒普山，腾冲，丽江，楚雄
- 教堂：昆明三一圣堂（1903年）

### 山东
烟台，牟平（1886）
- 烟台设有传教士子弟学校芝罘学校和疗养院。

### 河北
获鹿（1887），邢台（1888）

### 新疆
迪化（1906）

## 统计
1919年，内地会差会在华传教士960人，在各省分布情况如下：
1. 四川117人
2. 江西78人
3. 山西65人
4. 浙江64人
5. 江苏59人（其中上海54人）
6. 河南54人
7. 山东53人
8. 安徽41人
9. 甘肃36人
10. 贵州29人
11. 云南25人
12. 陕西21人
13. 直隶15人
14. 湖北11人
15. 新疆6人
16. 湖南4人

1919年内地会在华受餐信徒50541人，在各省分布情况如下：
1. 浙江7900人
2. 贵州5279人
3. 四川4743人
4. 河南4192人
5. 云南4014人
6. 江西3993人
7. 山西3694人
8. 安徽1341人
9. 江苏1004人
10. 甘肃620人
11. 陕西514人
12. 湖北459人
13. 直隶294人
14. 湖南282人
15. 山东173人
16. 福建8人
17. 新疆

## 著名人物
- 戴德生（James Hudson Taylor，－1905）
- 何斯德(Dix E.Hoste，1861-1946)
- 宓道生(James Meadows，1835-1914)
- 海班明
- 剑桥七杰
- 施达德（Charles Studd），
- 章必成(Montague BeauchamP)，
- 司安仁(Stanley Smith)，
- 亚瑟.端纳（A.T. Polhill-Turner），
- 宝耀庭(Cecil Polhill-Turner)，
- 盖士利(William Cassels)，
- 童跟福（George Duncan）
- 戴存仁
- 海思波
- 盖群英
- 祝名扬
- 高学海
- 王志明
- 富能仁
- 内地会在华传教士列表
- 义和团教案中内地会殉道者名单

## 遗迹

### 伦敦内地会总部大楼
中国内地会原伦敦总部大楼，位于北伦敦伊斯灵顿区与哈克尼区之间的纽因顿格林（Newington Green）。到19世纪末，内地会大楼投入使用时，这个曾经的乡村早已被并入伦敦大都市。纽因顿格林是围绕英国非国教徒和他们著名的学院为核心发展起来的。内地会总部介于纽因顿格林的另外两座保护建筑之间：纽因顿格林一位论派教堂 (1708)，以及纽因顿格林52-55号，是伦敦最古老的砖砌联排住宅，著名的牧师理查德·普莱斯(Richard Price)曾住在这里。该建筑已由哈沃斯汤普金斯建筑师事务所翻新。 现在称为 Alliance House，作为伦敦大学城市学院的学生宿舍。

### 上海内地会总部大楼
1890年，内地会总部迁至上海公共租界北区（虹口区）的吴淞路。1930年，迁至上海公共租界西区的新闸路1531号。1950年代，内地会总部建筑被改为上海第六医院（目前为上海交通大学附属儿童医院使用）。

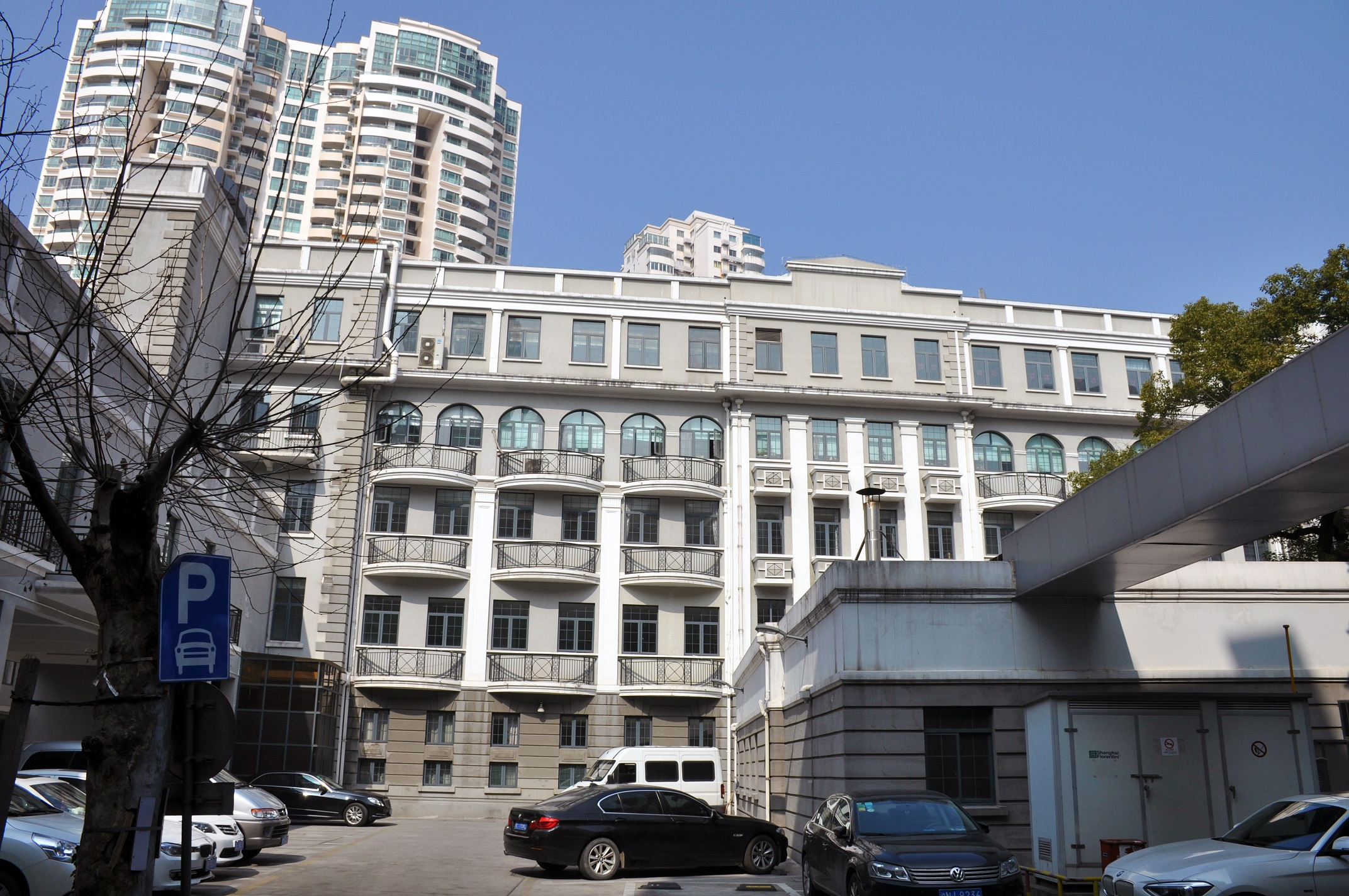
北楼
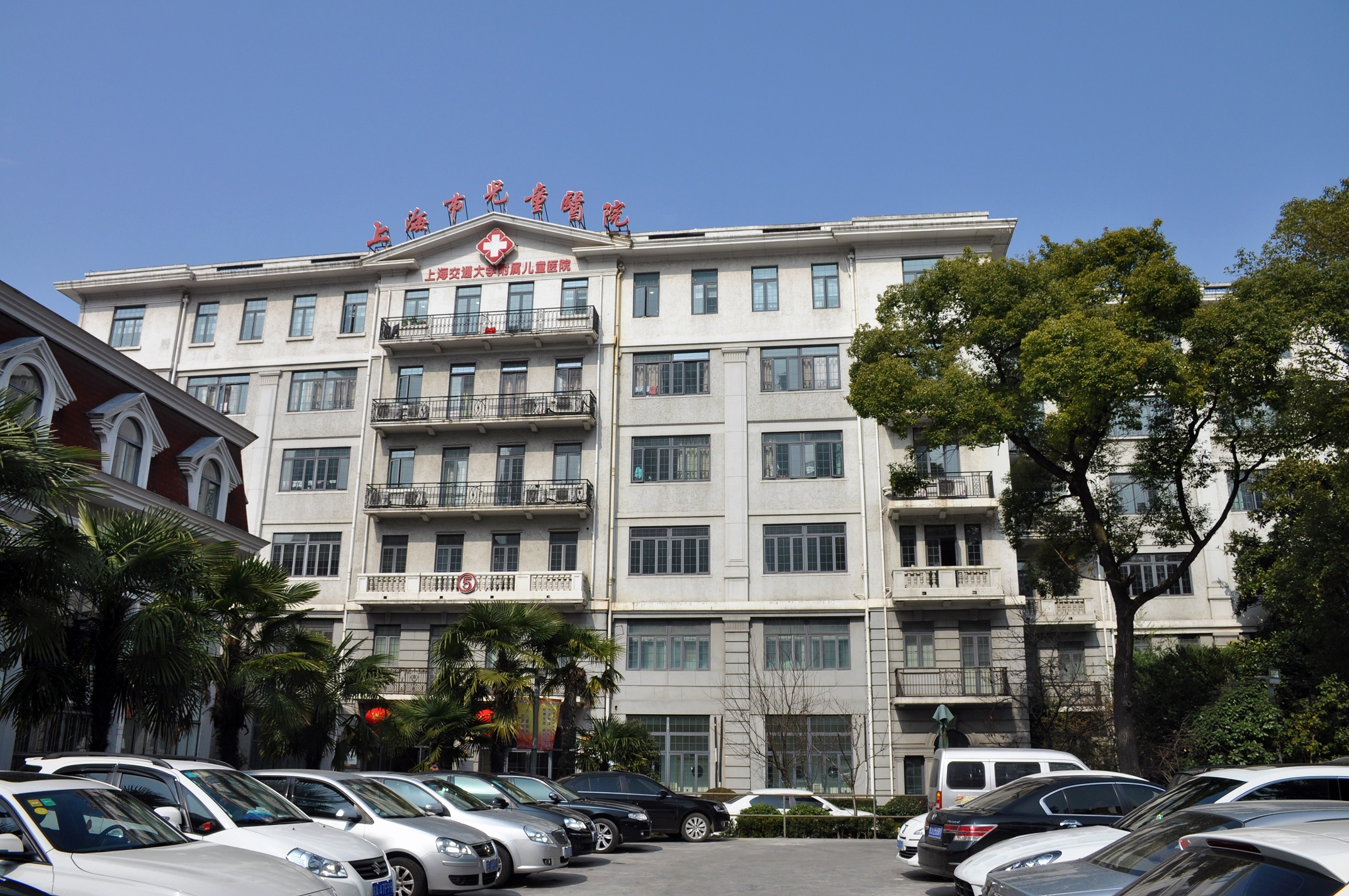
南楼

## 图集

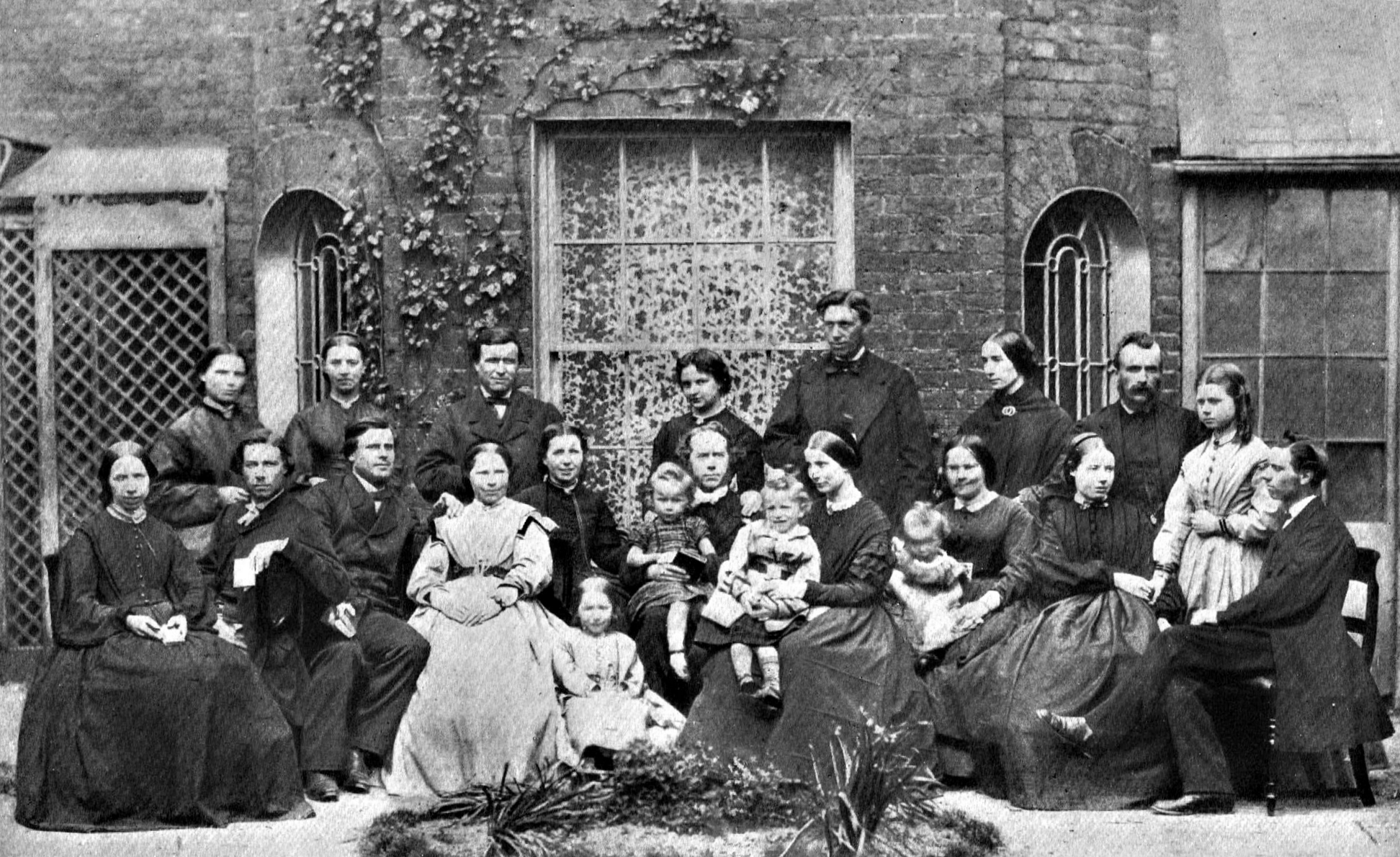
4. The Lammermuir Party sailed on 26 May 1866
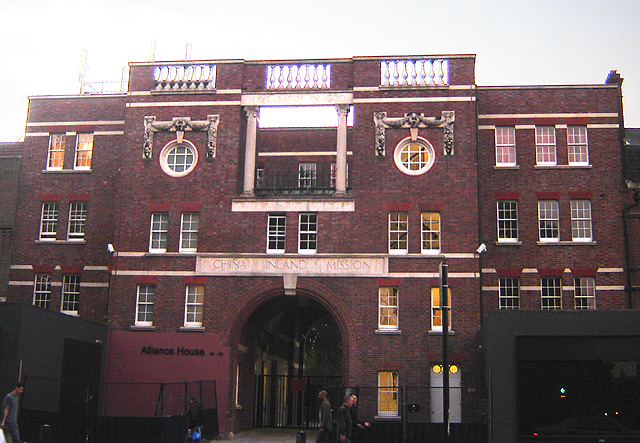
10. The China Inland Mission, one of two Grade 2 listed buildings on Mildmay's Newington Green. (October 2005)
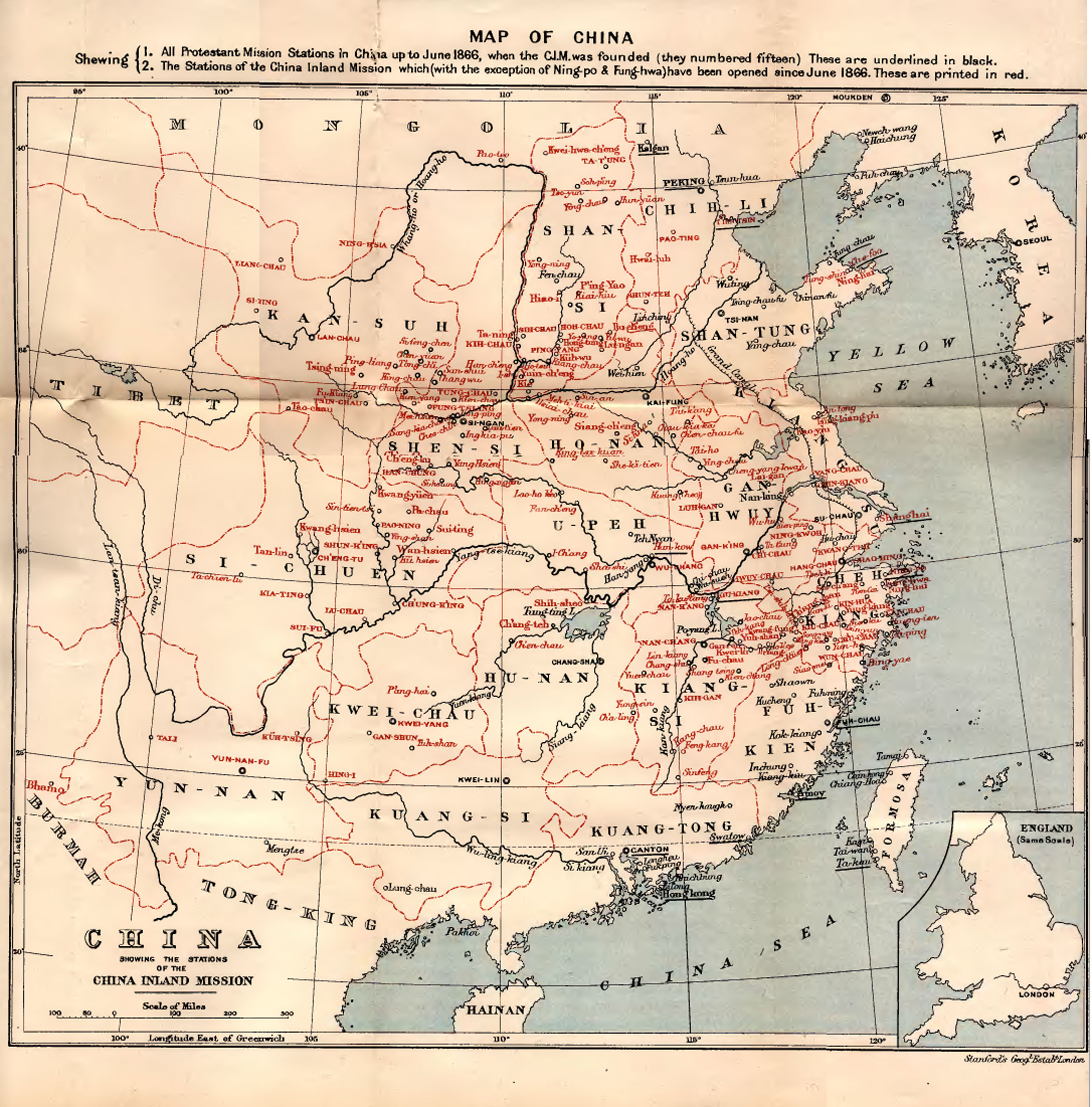
11. Map of the Stations of the China Inland Mission in 1902 near Taylor's death

### 出处
1. ↑  Rudolf Alfred Bosshardt. . Hodder and Stoughton. 1936年  [2021-06-02]. （原始内容存档于2021-10-13）.
2. ↑  勃沙特. . 严强, 席伟译. 黄河出版社. 2006年  [2021-06-02]. ISBN 978-7-80152-757-8. （原始内容存档于2021-10-13）.
3. ↑  薄复礼. . 严强, 席伟译. 中国画报出版社. 2018年  [2021-06-02]. ISBN 978-7-5146-1500-5. （原始内容存档于2021-10-13）.
4. ↑  .   [2007-07-25]. （原始内容存档于2007-09-29）.
5. ↑  . Haworth Tompkins.   [27 November 2016]. （原始内容存档于2017-11-12）.
6. ↑  . Sanctuary Students. 2016-09-15  [27 November 2016]. （原始内容存档于2019-08-05）.
7. ↑  .   [2019-04-15]. （原始内容存档于2014-09-18）.

### 书目
- Taylor, James. . OMF Books. 2005.
- Broomhall, Alfred. . London: Hodder and Stoughton. 1984.